# Cal·lírroe de Sició
Cal·lírroe de Sició (fl. 600 aC), també anomenada Kora de Sició, va ser una pintora i escultora nascuda a Sició, a l'antiga Grècia.

## Història
Plini el Vell diu, en la seva obra Història natural, que Cal·lírroe es va enamorar d'un jove corinti i que l'última nit, abans que l'estimat marxàs a l'estranger, va tenir la idea de quedar-se amb el retrat d'ell i, amb un tros de carbó vegetal, va traçar-ne el perfil de la cara dibuixada per l'ombra en la paret de l'habitació. El seu pare, Butades, va aplicar una capa d'argila sobre el dibuix i, seguint les sinuositats d'aquell rostre, va modelar-la i després va treure l'argila de la paret i la va ficar al forn, i n'obtingué així un retrat durador. Els antics grecs situen en aquell moment l'origen de la pintura i de l'escultura en relleu.
Segons la tradició, el relleu es va conservar al Nimfeu de Corint durant dos-cents anys, fins que els romans van conquerir la ciutat, al comandament de Luci Mummi Acàic, i va quedar destruït per un incendi.

## Posteritat
- Cal·lírroe apareix al quadre La donzella coríntia (1782-1784) de Joseph Wright, L'origen de la pintura (1786) de Jean-Baptiste Regnault, i La invenció de l'art del dibuix (1791) de Joseph-Benoît Suvée.
- El cràter de Venus Callirhoe va ser nomenat en el seu honor.[3]
- Cal·lírroe figura entre les 1.038 dones de qui es fa referència en l'obra d'art contemporani The Dinner Party (1979) de Judy Chicago. El seu nom està associat a Safo.[4][5]